# Saasdorf
Saasdorf ist ein Ortsteil der Stadt Groitzsch im Landkreis Leipzig (Freistaat Sachsen). Der Ort wurde 1948 nach Auligk und mit diesem 1996 in die Stadt Groitzsch eingemeindet.

## Geografie
Saasdorf liegt in der Leipziger Tieflandsbucht 3,5 Kilometer südwestlich von Groitzsch. Direkt westlich des Orts fließt die Schwennigke, etwas westlicher verläuft parallel zum Fluss die Weiße Elster und die Landesgrenze zu Sachsen-Anhalt. Zwischen beiden Flüssen führt der Elster-Radweg an Saasdorf vorbei.

## Geschichte

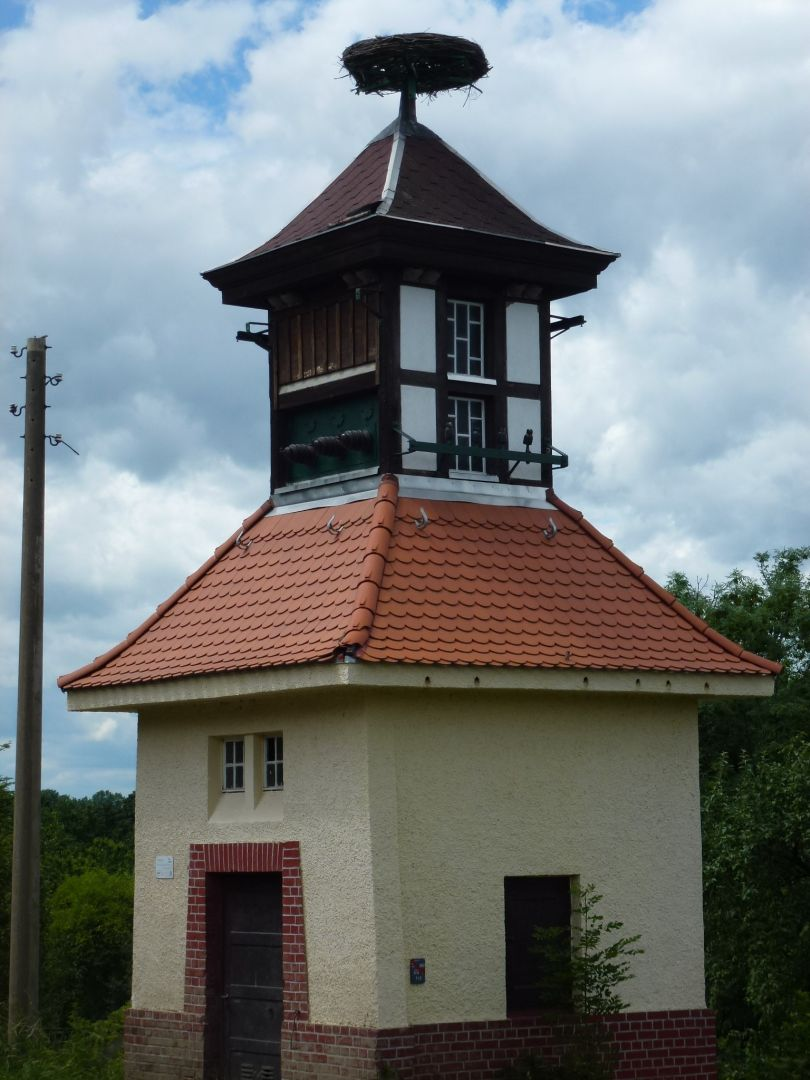
Saasdorf, Storchennest auf ehemaliger Trafostation

Saasdorf wurde um 1150 als „Sadisdorf“ und 1378 mit dem Namen „Sozdorff“ bzw. „Sazdorf“ genannt. Saasdorf lag um 1378 im Gebiet der Grafschaft Groitzsch (castrum Groitzsch), die 1460 mit dem Geleitsamt Pegau zum Amt Pegau vereinigt wurde. Seitdem lag der Ort bis 1856 im kursächsischen bzw. königlich-sächsischen Amt Pegau. Die Grundherrschaft über Saasdorf lag beim Rittergut Löbnitz. Ab 1856 gehörte der Ort zum Gerichtsamt Pegau und ab 1875 zur Amtshauptmannschaft Borna.
Am 1. September 1948 erfolgte die Eingemeindung nach Auligk, mit dem der Ort 1952 zum Kreis Borna im Bezirk Leipzig, 1990 zum sächsischen Landkreis Borna und 1994 zum Landkreis Leipziger Land kam. Durch die am 1. Januar 1996 erfolgte Eingemeindung von Auligk nach Groitzsch wurde Saasdorf ein Ortsteil der Stadt Groitzsch.